# Tahoua I
Tahoua I ist eines der beiden Arrondissements der Stadt Tahoua in Niger.

## Geographie

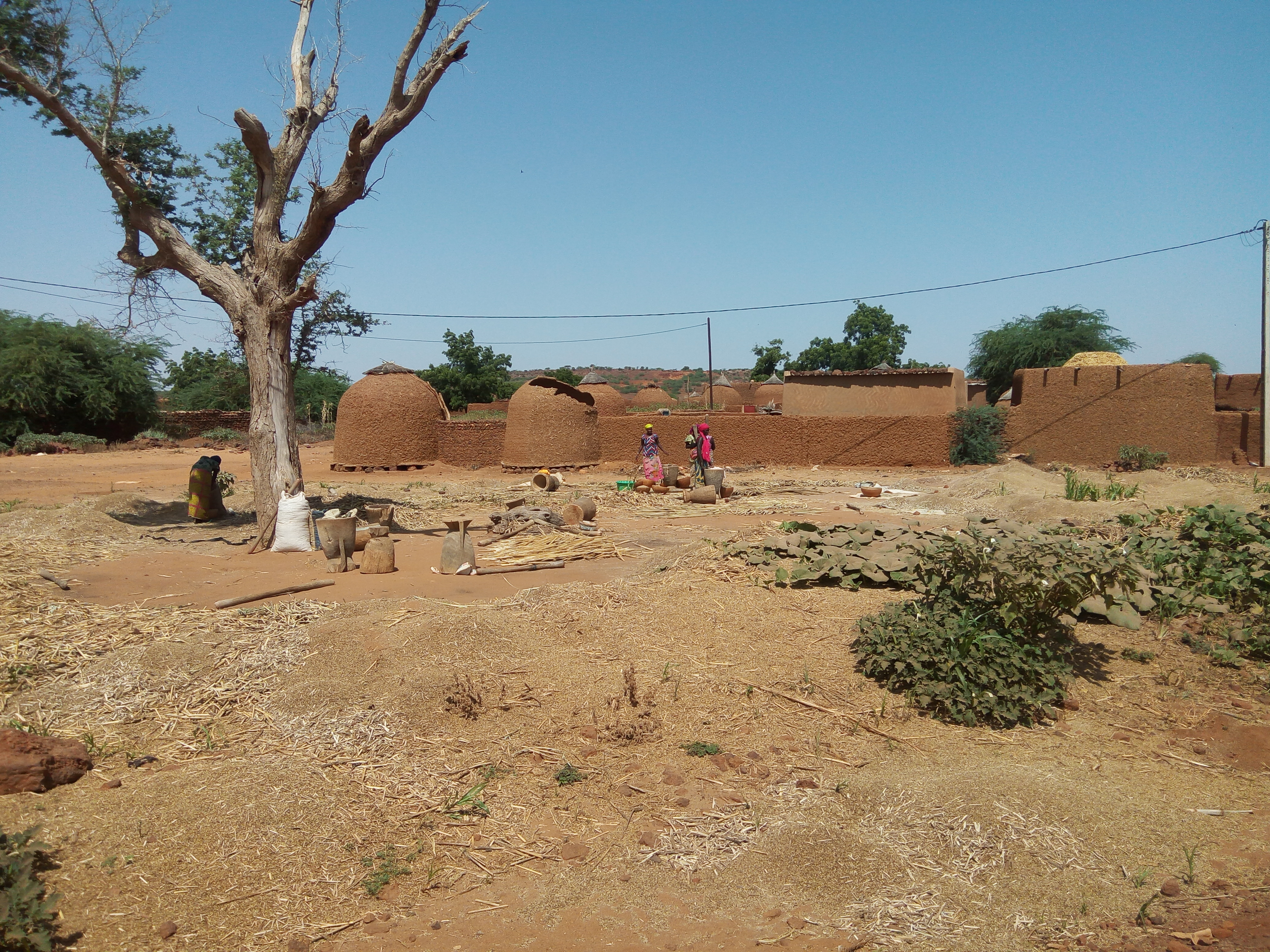
Dorf Founkoye im ländlichen Gebiet von Tahoua I

Tahoua I nimmt die östliche Hälfte des Stadtgebiets ein. Das Arrondissement ist in neun Stadtviertel sowie ein ländliches Gebiet mit drei Dörfern, 17 Weilern und zwei Lagern gegliedert. Die Stadtviertel heißen Boyal Amaré, Ibiki, Kourfayawa I, Maboyan Amaré, Maréda, Nassarawa, Sabon Gari, Tougoulawa und Zoulanké. Die Dörfer sind Founkoye, Kolloma Babba und Kolloma Dabagui. Bei den Weilern handelt es sich um Akora Puits, Arwa, Bouzou Dabagui, Dakachi, Fakawa, Garin Amin, Garin Issa, Kourdaou, Maraké, Maraké Minak, Mararaba, Sabon Caré Kolilatan, Tada Boka, Takalmawa, Touba Dan Madougou, Tourmi und Tourmi Campement. Außerdem wird der in der Nachbargemeinde Bambeye gelegene Weiler Touba Baggawa von Tahoua I beansprucht. Die beiden Lager in Tahoua I sind Kourdaou Campement und Tabon Kort.

## Geschichte
Die Verwaltungseinheit Tahoua I wurde 2002 als Stadtgemeinde (commune urbaine) gegründet, als die Stadt Tahoua in einen Gemeindeverbund (communauté urbaine) aus zwei Stadtgemeinden umgewandelt wurde. Im Jahr 2010 gingen aus den Stadtgemeinden Tahouas die beiden Arrondissements hervor.

## Bevölkerung
Bei der Volkszählung 2012 hatte Tahoua I 53.569 Einwohner, die in 8812 Haushalten lebten. Bei der Volkszählung 2001 betrug die Einwohnerzahl 35.651 in 5675 Haushalten.

## Politik
Der Bezirksrat (conseil d’arrondissement) hat 12 Mitglieder. Mit den Kommunalwahlen 2020 sind die Sitze im Bezirksrat wie folgt verteilt: 9 PNDS-Tarayya, 2 ADN-Fusaha und 1 MPR-Jamhuriya.